# Cryptotis hondurensis
Cryptotis hondurensis là một loài động vật có vú trong họ Chuột chù, bộ Soricomorpha. Loài này được Woodman & Timm miêu tả năm 1992.